# Kisfüzes
Kisfüzes is een plaats (község) en gemeente in het Hongaarse comitaat Heves. Kisfüzes telt 168 inwoners (2002).